# Jan Washausen
Jan Washausen (* 12. Oktober 1988 in Göttingen) ist ein deutscher Fußballspieler.

## Karriere
Washausen wechselte 2006 in die Jugend von Eintracht Braunschweig, nachdem er zuvor für mehrere Vereine in seiner Heimatstadt Göttingen gespielt hatte.
In der Saison 2007/08 erhielt er einen Profivertrag bei Eintracht Braunschweig für die Regionalliga Nord. Sein Debüt im Herrenfußball gab Washausen am 4. August 2007, in einem Spiel der 1. Runde des DFB-Pokals gegen den SV Werder Bremen. Im weiteren Verlauf der Saison bestritt er 15 Ligaspiele, in denen er einen Treffer verbuchen konnte und an der Qualifikation für die neu geschaffene 3. Liga beteiligt war.
In der Saison 2008/09 bestritt er 18 Spiele in der ersten Mannschaft und 2009/10, als die Eintracht mit Platz vier nur knapp die Aufstiegsplätze zur Zweiten Liga verpasste, 12 Spiele. In der Saison 2010/11 feierte Eintracht Braunschweig als Meister der 3. Liga den Aufstieg in die 2. Bundesliga, Jan Washausen kam jedoch nur auf fünf Saisoneinsätze. Ein Jahr später wurde Washausen, auch da mehrere andere Spieler aus der Braunschweiger Hintermannschaft verletzungsbedingt ausfielen, in der Rückrunde der Saison 2011/12 jedoch wieder zum Stammspieler und insgesamt 17 mal in der Liga eingesetzt. Nach einer Fuß-Operation verpasste Washausen die komplette Hinrunde der Saison 2012/13, die die Eintracht als Tabellenführer abschloss.
Im Januar 2013 wurde Washausen bis zum Saisonende 2012/13 an den Drittligisten Kickers Offenbach ausgeliehen. Sein Bundesligadebüt gab er am 19. Oktober 2013 (9. Spieltag) bei der 2:3-Niederlage im Heimspiel gegen den FC Schalke 04. Durch einen Kreuzbandriss fiel er am Saisonende 2013/14 für unbestimmte Zeit aus. Trotz seiner Verletzung wurde mit Jan Washausen der auslaufende Vertrag um ein weiteres Jahr verlängert. Beim 2:0-Erfolg gegen den TSV 1860 München gab Washausen sein Comeback in der Startelf. Im Juni 2015 wechselte Washausen zur SV Elversberg. Sein Debüt gab er im Pokalspiel gegen den FC Augsburg.
Am 26. Januar 2018 gab der Drittligist FSV Zwickau Washausens Verpflichtung bekannt. Nach der Saison 2017/18 wechselte er zum Drittligist Hallescher FC, im Februar 2021 schließlich zur SpVgg Bayreuth. Allerdings verließ Washausen den Verein nach einem halben Jahr und nur zwei Einsätzen im Pokalwettbewerb wieder.